# Magyar–török háború (1415–19)

### Nikápolytól Dobojig
Zsigmondnak sikerült hazaszöknie, de Nápolyi László hívei összeesküdtek ellene. Az élére újabban Laczkfi István és Simontornyai István állt. Boszniaban Tvartko Szura ( Scurus), Tvartko István törvénytelen fia, a köznép, Krisztics Ostoja, az ország déli részének egyik leghatalmasabb bojárja pedig a nemesség élére állva igyekezett átvenni a hatalmat Zsigmond ellen. Lackfiék terve az volt, hogy Bayezid egyik lánya  és Nápolyi László házasságra lépjen és egységfrontot alkossanak Zsigmond ellen. Ám mind Bayezid, mind Zsigmond végül más problémákkal volt elfoglalva az egymás elleni harc helyett. Előbbi vereséget szenvedett és fogságba az ankarai csatában 1402-ben, utóbbit a saját főnemesei vetették fogságba. Zsigmond kiszabadulása Boszniában igyekezett pozíciókat szerezni a törökök ellen. 1408 tavaszáig nagy sereggel ment Zsigmond Boszniába, ennek egy részét Lazarevics István szerb fejedelemnek engedte át segítségül az őt támadó Szolimán Ruméliai szultán ellen, akit saját testvére győzött le és öletett meg.

### A doboji vereség
I.Bajezid fiai kozott harc folyt a trónért, igy Magyarország egy kis időt nyert. A legidősebb testvér, Musa az európai, Mehmed pedig az ázsiai birtokok felett uralkodott. Ő Mircea moldvai és Lazarevics István szerb vajdát is – hatalma alá hajtotta. A szerb despota támogatására Cillei Borbála királynő 1413 tavaszán Garay Jánost, Maróthi János  és Csupor Pált, Zsigmond király pedig a nála levő Hranics Szandaljt, Bosznia déli részének, a későbbi Hercegovinának urát, küldte le Szerbiába. Hrvoja (vagy Hervoja) bosnyák-szerb nagyúr, Spalató hercege, eközben rátört ennek védtelenül maradt birtokaira s annak több várát elfoglalta, amihez Musával támogatását is igénybe vette. A Szerbiában levő Garay János és Csupor Pál, Maróthit egyedül otthagyva, májusban Szlavóniába tértek vissza s ott Hervojának összes birtokait, várait együtt fegyveres erővel elfoglalták, Zsigmond Hervoját a spalatói hercegségtől is megfosztotta és a sárkányrend vitézeinek sorából kitöröltette. Mehmed még 1413-ban Kisázsiából sereggel átkelt Európába, és a hozzá átpártolt István szerb vajda segítségével Musát a Camulru melletti csatában megverte.
Ezek után I. Mohamed az újra egyesített Ottomán birodalom szultánjává vált (ez a folyamat 1422-ig eltartott). 1415-ben szövetségben Hervojával támadást intézett Magyarország és Horvátország ellen. Maróthy János macsói bán, Garay János és Monoszlai Csupor Pál kaptak megbízást arra, hogy hadat vezessenek a Boszna völgyébe, Duboj környékére. A Hervojával egyesült török  július 28. és augusztus 5. között mindenekelőtt Ozorát és Tesanjt foglalta el, aztán a Doboj nál álló magyar sereg megtámadására indult. 1415 augusztus 6-án került itt sor a csatára. A török-délszláv sereg csellel sikeresen megnyerte a csatát. A három magyar hadvezér fogságba esett, a magyar sereg megsemmisült. A doboji csata után egyes török portyázó különítmények átkeltek a Száván és végig pusztították a magyar határterületeket. Ennek eredményeként Bosznia egy részét uralmuk alá hajtva a törökök szandzsákot szerveztek belőle. Zsigmond azonnal hazaküldte Ozorai Pipot a határok védelmére és nyomban felszólították Ulászló lengyel királyt és Vytautas litván fejedelmet, hogy haladéktalanul küldjenek segítséget Magyarországnak a törökök ellen,azonban ennek alig volt eredménye.

### Havasalföldi, boszniai, szerbiai, karintiai harcok
Az Ottománok Velencével kezdtek háborút, de a török flottát Gallipolinál megsemmisítették. Mehmed szultán 1416 július 9-én igy Velencével békét kötött, majd Havasalföld felé akart terjeszkedni. Mircea cel Batrint Zsigmond király, ennek unokaöccsét, Dánt pedig I. Mehmed szultán  segítette. Mehmed maga ment Havasalföldre, mert Mircea már 3 éve nem fizette meg neki az adót. Zsigmond Losonczy Istvánt küldte Mircea segítségére. Losonczy meghalt a csatában, a serege elmenekült. A legyőzött Mirca újra meghódolt a szultánnak, akinek a hátralékos 3 évi adót nyomban kifizette. Mehmed már két másik hadsereget küldött még Boszniából; az egyiket Ahmed bég vezetése alatt a Száván és Dráván át Stájerországba, mely Radkersburgot vette ostrom alá.
A Stájerország felé tartó török hadoszlopot Frangepán Miklós nyomon követte s miután stájer földön a Radkersburg felmentésére siető Ehrenfels karinthiai kapitány és Ernö osztrák hercegek hadaival egyesült, a 12.000 főnyi sereg az említett vár alatt fényes győzelmet aratott a 20.000 főnyi ostromló had fölött (Az osztrák történészek régóta kétségbe vonják ennek a csatának a létezését, szerintük magyar zsoldosseregek fosztogattak Ausztriában,csak később ezt a törököknek tulajdonították). A másik hadsereg Ikács (Ikah, Ishak) boszniai bég alatt indult a Temesköz fosztogatására. Itt Makedóniai Péterfy Miklós megölte Ikács béget, és a török sereg visszavonult. Zsigmond 1419 Magyarországra jött a törökök ellen. A Nagyváradon egybegyűlt sereget a Vaskapun október 28-án Bulgáriába, más verziók szerint a törökök által fenyegetett Mircea havasalföldi vajda támogatására a Havasalföldre vezette (itt bizonytalanok a források, hogy Nis vagy Nikápoly felé ment-e, valószínüleg a közelebbi Nis-hez) és ott támadta meg az egyik török sereget. Itt győzelmet aratott(osztrák történészek ezt is kétlik). Miután visszatért felépítette Görény várát (1420-ban egyéb várakat is, 1420-: az Al-Duna mentén új várakat: Drankó, Librasd, Pét, Szinice, Sztanilóc, Pozsezsin, Szentlászlóvár építtetett) Magyarországhoz visszacsatolt Szörényi bánság védelmére. Tvratko Szurát újból sikerült Bosznia északi részében királyul elismertetni. I. Mehmed szultán közben elfoglalta volna Szörény várát, de végül 1419-ben a felek itt békét kötöttek (itt nem világos, hogy melyik fél küldött először követeket a másikhoz).